# 宇倍神社
35°28′51″N 134°16′08″E / 35.4808°N 134.269°E
宇倍神社（日语：／ Ube-Jinja */?）是日本鳥取縣鳥取市國府町宮下的神社，社格是名神大社、因幡國一宮、國幣中社和別表神社，別當寺可能是天護寺，主祭神是武內宿禰。氏子數目方面，根據《日本社寺大觀》記載是195戶，《鳥取縣神社誌》指是442戶，神社本廳出版的《神社名鑑》稱是400戶，《式內社調查報告》則是約550戶。
文化財方面，神社和「宇倍神社獅子舞」是日本遺產『日本海海風孕育的絕景與秘境 呼喚幸福的靈獸麒麟所降臨的大地「因幡和但馬」』的組成部分之一，「宇倍神社獅子舞」同時是重要無形民俗文化財因幡和但馬的麒麟獅子舞的組成部分之一，也與「宇倍神社御幸祭祭具」同為鳥取縣指定文化財。

## 位置與名稱

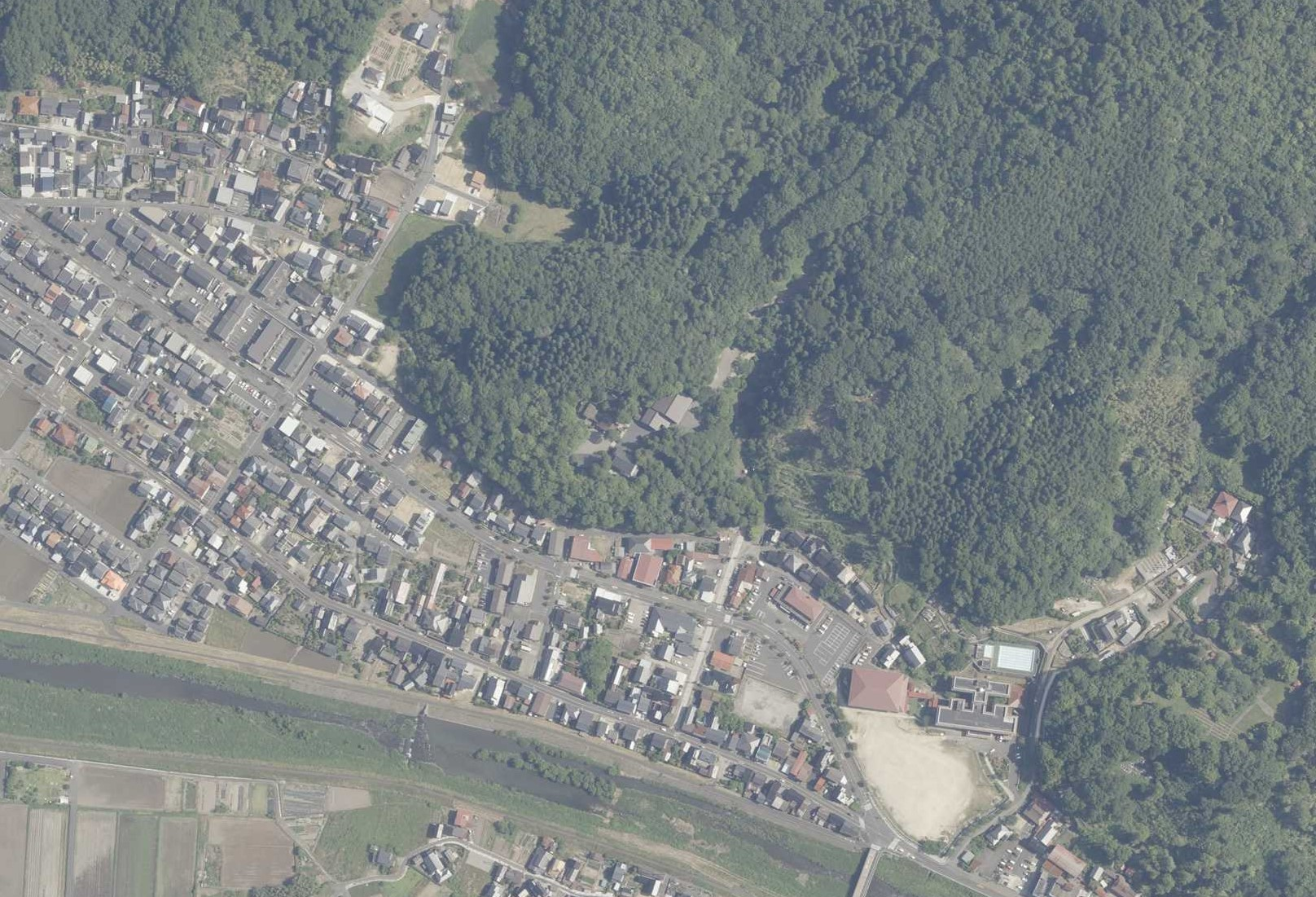
宇倍神社一帶的俯瞰圖

神社位於稻葉山西南部的山麓，西北約四公里處是鳥取站，北面是日本國史跡鳥取藩主池田家墓所，東面是以國府町美歎為中心的古墳群，涵蓋鷺山古墳和梶山古墳等古墳，所在地能夠俯瞰因幡國廳遺址、因幡國分寺和因幡國分尼寺遺址等因幡的中心地帶。行政區劃方面，神社原屬因幡國法美郡稻羽鄉，後為國府村、岩美郡宇倍野村和國府町，大字是宮下（或宮之下），小字是一宮（或一之宮）。
宇倍在《延喜式》九條家本中的發音是Ue（ウヘ），吉田家本則是Ueno（ウヘノ），由於稻葉山在江戶時代之後又稱為上野（[ja] 错误：{{Lang}}：无效参数：|3=（帮助））山，因此《式內社調查報告》推測兩者可能有關連。《因幡志》則推測神社名稱源於上野山又稱宇倍山。神社在平安時代至中世又稱為宇倍宮或一宮，江戶時代則是國府一宮和一宮大明神等等。

## 歷史
根據《二十二社註式》記載，神社創建於大化4年（648年）。根據《續日本後紀》嘉祥元年7月27日（848年8月29日）條記載，因幡國府西面失火，幾乎蔓燃至國府，國司便向神社祈求滅火，馬上颳起風來，火也隨之熄滅，神社的神階也因此從無位敘為從五位下。根據《日本三代實錄》貞觀4年5月13日（862年6月13日）條，神社升至正五位上，同年12月22日（863年1月15日）再升至從四位下。其後，神階不斷上升，先後是貞觀10年閏12月21日（869年2月6日）從四位上、貞觀13年2月26日（871年3月20日）正四位下、貞觀15年7月28日（873年8月24日）正四位上、貞觀16年3月14日（874年4月4日）從三位以及最終在元慶2年11月13日（878年12月10日）升至正三位。對此，《角川日本地名大辭典》認為神社神階快速上升是由於與新羅的緊張關係，以及天穗日命神社的因幡氏與國司對抗敗北，相對地宇倍神社的伊福部氏則與國司聯手所致。
承德3年2月26日（1099年3月20日），根據《時範記》記載，平時範作為因幡守赴任，在參拜總社後便參拜宇倍神社。其後，時範在神社舉行各種各樣的儀式，例如同年3月3日（3月27日），時範在神前誦讀由郡司提交的利田起請、3月6日（3月30日）舉行百座仁王會、3月13日（4月6日）誦讀大般若經、3月15日（4月8日）舉行春季臨時祭以及3月26日（4月19日）在奉幣後於神前表示自己會上洛等等。根據永萬元年（1165年）6月的《神祇官年貢注文》記載：「上宮　布五十段　轆轤師進」，由於收錄在《續群書類從》的《惟賢比丘筆記》指出武內宿禰在整理衣冠後進入因幡國上宮山中，反映宇倍山又稱上宮山，因此上宮便是指神社，年貢為布50段（約303.03），另向神祇官獻上轆轤師。正應2年閏10月27日（1289年12月11日），後深草上皇向左衛門督局寄進社領服部莊的部分領家職，另外根據正應4年9月28日（1291年10月21日）的《坊城俊定奉書案》記載，智頭郡高狩別符也是社領之一。根據推測成立於貞應3年（1224年），收錄於《島田文書》內的《宣陽門院所領目錄》記載，神社的社領作為宇倍莊為日本皇室的祈願所，《角川日本地名大辭典》推測神社是長講堂領的一部分。
根據《御湯殿上日記》記載，神社在寬正年間（1460年至1466年）曾經獲得綸旨，大永6年12月5日（1527年1月7日）獲足利尊氏發出文書，同日也獲得重建毀於火災的社殿的綸旨。翌年正月22日（1527年2月22日），根據《歷名土代》記載，神主伊福部宗世獲敘從五位下。永祿8年6月26日（1565年7月23日），根據收錄於《因幡民談記》的《國造勝世賣券》記載，宗世之子勝世將推測為社領之一的「吉方之內町屋田」1町（約0.01平方公里）賣給西鄉因幡守，勝世本人在弘治至永祿年間（1555年至1570年）由於逃避戰亂轉移至左近村。根據《因幡民談記》記載，羽柴秀吉在天正9年（1581年）進攻因幡，神社遭其先鋒山中幸盛燒毀，各種財寶和文獻均毀於戰火，神主伊福部氏也一度寄身於出雲大社。
- 5日圓紙幣甲號券
- 5日圓紙幣丙號券
- 1日圓紙幣號券

寬永3年（1626年），勝世的子孫宗信回到宮下村深山居住，並且建立小社。神社在池田氏入主後最初獲賜5石為社領，池田光政時期加增30石，其後根據天保5年（1834年）的《寺社領帳》記載，神社在寬永9年（1632年）於池田光仲入主鳥取後隨即獲其賜約25石4斗為社領，另外根據同年的《寺院山伏神主御免地帳》記載，境內東西39間（約70.91）和南北21間（約38.18）的山林獲列為除地。根據鳥取縣立博物館館藏《因幡國寺社》記載，神社在元祿6年（1693年）於法美郡得來初穗米從歷年的約49石減至25石。正德4年（1714年），神社升至正一位，並且成為藩主祈禱所，每年獲賜銀12枚作為祈禱費。安政年間（1854年至1860年），神社一度改稱宇部野神社，明治初年改回。1907年，東宮行啓山陰時派遣高辻修長到訪神社。1925年3月8日，秩父宮雍仁親王參拜神社，1933年8月15日也有皇室成員參拜神社。此外，在1899年、1916年發行的五日圓紙幣以及1943年發行的一日圓紙幣均印有神社圖像以及武內宿禰的肖像。

## 社格
神社的社格是名神大社、因幡國一宮、國幣中社和別表神社。根據《延喜式神名帳》記載，神社是因幡國法美郡9座式內社之一，排在最後，也是因幡國和伯耆國（現鳥取縣）唯一的名神大社。一宮方面，根據《中右記》元永2年7月14日（1119年8月21日）條記載，藤原宗成自天永2年7月29日（1111年9月4日）就任因幡守後，長達九年仍然尚未赴任，雖然已經讓目代進行參拜，但是鑑於其自身從未參拜一宮，因此為了臨時祭而出發前往因幡。《中世諸國一宮制的基礎研究》認為根據《時範記》承德3年2月15日（1099年3月9日）和2月26日（3月20日）條等記載，時範曾經多次參拜總社和宇倍神社，因此應視為神社擁有一宮的地位，《中右記》提到的一宮亦即是宇倍神社，並且主張這是神社作為一宮在文獻上首次有記載。在近代社格制度實施後，神社在明治4年5月14日（1871年7月1日）獲列為國幣中社。1948年9月30日，神社本廳制定「幹部和職員去留相關規定」（役職員進退に関する規程，《規程第15號》），神社列於其中第五條提到的「記載於別表的神社」（別表に掲げる神社）之內，即別表神社。

## 祭神和境內
- 龜金丘古墳
- 雙履石
- 武內宿禰命終焉之地石碑

神社的主祭神是武內宿禰，這是根據《因幡國風土記》的逸文中提到武內宿禰在仁德天皇55年（367年）3月往因幡國，在龜金留下雙履後便不知所踪或死去，神社本殿後方的山丘便稱為龜金山，並且有兩個石頭被稱為雙履石，該處也是一座圓墳，名為龜金丘古墳，自此主祭神為武內宿禰的說法不逕而走。不過，《日本古典文學大系》否定其為古代風土記的內容，主張此說法最多只能追溯至鎌倉時代初期。與此同時，《日本眾神—神社和聖地》引述《因幡志》稱武內宿禰的說法源於誤讀武牟口命，武牟口命本身是大己貴命的後裔，也是伊福部氏的祖先。根據延曆3年（784年）的《伊福部臣古志》記載，他曾經奉日本武尊之命討伐稻葉夷住山的荒海而前往因幡。佐伯有清也稱是後世將武牟口命改成武內宿禰，《日本眾神—神社和聖地》稱風土記的逸文便是據此而來的延伸。此外，《神祇志料》主張祭神是彥坐王之子稻葉國造彥多都彥命，《姓氏家系大辭典》認為是伊福部氏的祖神，《神名帳考證》則指是埴安姬神。
根據《日本社寺大觀》記載，神社境內面積達7580坪（約25057.85平方）左右，《鳥取縣神社誌》主張是7064坪2合（約23352.73平方），《神社名鑑》指是6400坪（約21157.02平方），《式內社調查報告》則是約7000坪（約23140.5平方）。本殿建於1898年，佔地6.5坪（約21.49平方），為正面三間，側面二間的三間社流造建築，檜皮葺千木和鰹木屋頂，附設一間縋破風向拜，正面和外陣側面為棧唐戶。幣殿是切妻妻入，正面一間，側面二間，屋頂為檜皮葺，與拜殿相連。拜殿是正側各三間的入母屋造妻入建築，附設一間向拜。
- 拜殿
- 本殿
- 中間為幣殿
- 國府神社

神社的境內末社是國府神社，原本是無格社，稱為宮下神社，祭神是建御雷神和宇迦之御魂命，1917年9月指定為境內末社，翌年4月18日與另一境內無格社坂折神社（祭神日本武尊）、大字奧谷的無格社小早神社（祭神速佐須良比咩神）、無格社下山神社（祭神武內宿禰命）、大字中鄉的村社白山神社（祭神伊弉諾尊和菊理姬命）、村社上神社（祭神武甕槌命）和大字安田字屋敷的村社安田神社（祭神土御祖神、奧津彥命和奧津姬命）合祀成國府神社。其中，神社官方稱有說法認為上神社是因幡國總社的後繼神社。此外，尚有建於1963年3月，保管「宇倍神社御幸祭祭具」的徵古館、1985年的社務所、2009年的參集殿以及境內最古老的建築手水舍等等，境內林則在1959年指定為鳥取縣自然保護林。

## 祭事
| 月次祭（1月以外的每月1日） |                                    |     |                                                                     |     |                  |      |                    |
| 1月                        | 歳旦祭（1月1日） 歲德祭（1月14日） | 4月 | 宵宮（4月20日） 例祭（4月21日） 御幸祭（與4月21日最近的星期六或日） | 7月 | 七夕祭（7月7日） | 10月 | —                  |
| 2月                        | —                                  | 5月 | —                                                                   | 8月 | —                | 11月 | —                  |
| 3月                        | —                                  | 6月 | 大祓（6月30日）                                                     | 9月 | 秋祭（9月21日）  | 12月 | 大祓式（12月31日） |

宵宮、例祭和御幸祭統稱例大祭，宵宮在晚上8點開始，先由當地約15名中小學女生獻上浦安舞，然後舉行「宇倍神社獅子舞」，需時約20分鐘，翌日例祭則從早上10點開始，在朝宮和御旅所舉行的獅子舞分別需時30和50分鐘。然後，一行人前往氏子住處進行門付，又以獅頭咬向兒童，以祈求茁壯成長以及淨化住處，每戶需時約5分鐘。御幸祭在下午1點舉行，以附有御幣的榊在隊伍前列，獅子舞跟隨其後，然後是奴行列，由約40人分成兩列，先由兩人一組跳草履之舞，然後一邊交換竹片、天目槍、鳥毛、挾箱和傘等物品一邊前行，後方則有人打扮成殿樣和馬。緊隨其後的是武者行列，一行人身穿盔甲，背插長幡，伴隨著大太鼓和鉦的節拍，以青竹撞擊地面，寓意以青竹的生命力來消災解難，並且驅趕土地中的害蟲。最後是兒童神輿，神輿重約1,500公斤，呈八角形，在氏子區域內巡遊後，於傍晚抵達御旅所，並且舉行神事和各種舞，其中獅子舞需時達40分鐘。
其中，「宇倍神社獅子舞」又稱為三方舞或正統舞（本格舞），由六人各自負責猩猩、重約7公斤的麒麟獅子頭部和尾部、囃子的太鼓、鉦鼓和笛，全體以紅色為主。一行人在拜殿左前方開始儀式，由猩猩以棒來替麒麟獅子露拂，猩猩和麒麟獅子相繼跳起，並且對神座、神官和奉幣使行拜禮。在這期間，猩猩和麒麟獅子首先背靠神前，並且扭動獅頭，讓其傾斜，然後再左右腳輪流單腳前行，稱為練込（練り込み）。第二個步驟稱為閂（カンヌキ），從背靠神前轉為面向神前，並且抬起右腳，僅以左腳站立。隨後，放下右腳並且彎腰，獅頭以弧形般反覆擺動後，僅以右腳站立，稱為片刻（刻み）。第四個步驟是七間返（七間返し），當完成「片刻」後，一邊左右擺動獅頭一面向神前進發，然後又一邊瞪向神前一邊左右腳輪流單腳跳後退。隨後，再一次「片刻」，並且向神前進發，稱為折（折り）。最後，先往右方再往左方重複同樣的步驟，最終返回起點，象徵連靈獸也受到神威的制肘，配樂採用《入座之曲》（入座の曲）中稱為「硯拍子」（すずり拍子）的一節，曲調嚴肅莊重。
「宇倍神社獅子舞」的流派稱為權現流，被指起源於鳥取東照宮，然而地方史學家荻原直正認為鳥取東照宮在慶安3年（1650年）才分靈自日光東照宮，加上日光東照宮本身並沒有獅子舞或獅頭，因此「宇倍神社獅子舞」理應起源於因幡當地，稱為權現流是由於東照宮的神官永江氏在尤其是寶曆和明和年間（1751年至1772年）對神樂進行統改而來。實際上，作為鳥取市權現祭的一環，當時的皇太子，後來的大正天皇便曾經在1907年觀看過「宇倍神社獅子舞」。進入大正時期後，僅有宇倍神社在當時稱為招魂社的鳥取縣護國神社的例大祭中，連續十多年奉納獅子舞。1953年10月29日，伊勢神宮舉行式年遷宮奉仕祭，「宇倍神社獅子舞」作為鳥取縣代表也分別奉納至皇大神宮和豐受大神宮。另外，因幡也有很多神社的獅子舞受到「宇倍神社獅子舞」的影響。

## 文化財
| 名稱               | 名義                                                                    | 文化財類別     | 指定類別           | 指定日期       | 參考資料     |
| ------------------ | ----------------------------------------------------------------------- | -------------- | ------------------ | -------------- | ------------ |
| 宇倍神社獅子舞     | 宇倍神社獅子舞                                                          | 無形民俗文化財 | 鳥取縣指定文化財   | 1959年12月25日 | [ 25 ]       |
| 宇倍神社御幸祭祭具 | 宇倍神社御幸祭祭具                                                      | 有形民俗文化財 | 鳥取縣指定文化財   | 1964年3月3日   | [ 26 ]       |
| 宇倍神社           | 日本海海風孕育的絕景與秘境 呼喚幸福的靈獸麒麟所降臨的大地「因幡和但馬」 | 有形建造物     | 日本遺產           | 2019年5月20日  | [ 27 ] [ 7 ] |
| 宇倍神社獅子舞     | 日本海海風孕育的絕景與秘境 呼喚幸福的靈獸麒麟所降臨的大地「因幡和但馬」 | 無形民俗文化財 | 日本遺產           | 2019年5月20日  | [ 27 ] [ 7 ] |
| 宇倍神社獅子舞     | 因幡和但馬的麒麟獅子舞                                                  | 無形民俗文化財 | 重要無形民俗文化財 | 2020年3月16日  | [ 8 ]        |

## 註解
1. ↑  根據《莊園志料》推測，服部莊涵蓋鳥取市福部町（日语：福部村）南田、栗谷、八重原、箭溪、高江、海士、湯山和細川[12]。
2. ↑  高狩別符即現鳥取市用瀨町（日语：用瀬町）鷹狩[12]。
3. ↑  吉方即現鳥取市吉方以及彌生町、末廣溫泉町、永樂溫泉町、吉方溫泉、南吉方、興南町和富安各一部分[12]。
4. ↑  左近即現鳥取市福部町左近[12]。
5. ↑  原文是高松宮宣仁親王，旁邊手寫則是澄宮崇仁親王[5]。
6. ↑  奧谷即現鳥取市國府町奧谷以及稻葉丘、新通、新町和分上各一部分[12]。
7. ↑  中鄉和安田即現鳥取市國府町中鄉[12]。

## 外部連結
- . 宇倍神社.   [2023-01-30]. （原始内容存档于2023-04-04） （日语）.
- 的Facebook專頁（日語）
- 的Instagram帳戶（日語）
- . 鳥取縣觀光聯盟.   [2023-01-30]. （原始内容存档于2022-11-30） （日语）.
- . 鳥取市.   [2023-01-30]. （原始内容存档于2023-01-30） （日语）.
- . 全國一之宮巡拜會.   [2023-01-30]. （原始内容存档于2023-01-30） （日语）.
- . kotobank （日语）.